# Rally MTV

## Rally MTV
Rally mtv es un programa tipo reality show producido por Cuatro Cabezas y trasmitido por MTV Latinoamérica que consiste en un grupo de bandas musicales haciendo un rally de un lugar a otro, según el orden de llegada las bandan tendrán más posibilidades de ganar en las pruebas, en estas pruebas según los lugares se restara tiempo para la carrera de eliminación donde quien quiera que sea el último queda eliminado.

## Sinopsis
Se presentan 5 bandas de LaZona donde a cada participante se les asigna un auto Chevrolet con los colores respectivos de cada grupo.
El primer destino fue Brasil luego viajaron a Chile y finalmente a Argentina donde se realizará la gran final.
El conductor de este programa es Gabo.

## Premios
Los premios era grabar un video que será visto en todo el mundo gracias a la señal de MTV, un concierto delante de miles de personas.

## Recorridos

### En Brasil
- São Paulo
- Juquei
- Indaituba

### En Chile
- Santiago
- Cajón del Maipo

### En Argentina
- Mendoza
- Buenos Aires
- Rosario

## Eliminaciones
La primera temporada termina de trasmitirse el 17 de septiembre de 2007 con las tres bandas que llegaron a la final motores de Brasil, Sonica de Venezuela y Tarzanes de Chile, dejando a fuera a Zombis de Argentina como los primeros eliminados en el episodio 3, y a Guajiros de Estados Unidos como los segundos en el episodio 5.

## Bandas

### Tarzanes Rapattack Team
Grupo de hip hop y rock chileno
- "Sin C"
- "Rolo"
- "DJ Caso"
- "CBA"

### Sonica
Grupo venezolano, sus integrantes son:
- "Martín": Batería
- "Ricardo": Voz y guitarra
- "Leo": Bajo y voces
- "Maria": Guitarra y voz

### Motores
Grupo musical brasileño, sus integrantes son:
- "Talita": Cantante
- "Gustavo X": Guitarra
- "Rodrigo Luminatti": Bajo
- "Ivan Copelli": Batería

### Guajiro
Grupo estadounidense sus integrantes son:
- "Jorges": Bajo y cantante (Cubano)
- "Doug MacKinnon": Batería (Estadounidense)
- "Dave Santos": Guitarra (Puertorriqueño)
- "Will López": Guitarra y cantante (Estadounidense)

### Zombie
Grupo musical argentino sus integrantes son:
- "Mao"
- "Doc"
- "Pong"
- "Yenecestpa"

## Prueba final y Ganador
La prueba final consistía en un "Rally" por la ciudad de Buenos Aires donde tenían que ir a el Obelisco, la Casa Rosada y el "Caminito". Finalmente tenían que llegar a un estacionamiento donde lo esperaba Gabo. El primer grupo en llegar fue Tarzanes, el segundo Motores y tercero Sonica. Luego cada grupo tenía que sacar cuatro llaves pero como Sonica llegó en última posición y Tarzanes llegó primero, el último grupo en llegar tenía que entregarles dos llaves a Tarzanes. El objetivo era abrir un envase transparente donde se encontraba una llave que abriría un auto Chevrolet deportivo y con eso ganaría la primera temporada de Rally MTV. Primero intentó Tarzanes por haber llegado en primera posición, pero la llave no abrió, luego salió Talita de Motores, y lo logró abrir.